# Zygmunt Sowa-Sowiński
Zygmunt Sowa-Sowiński (ur. 1908 w Łodzi, zm. 1954 w Nowym Jorku) – polski malarz, portrecista i miniaturzysta.

## Życiorys
Po ukończeniu szkoły średniej udał się na studia plastyczne do Krakowa, a następnie do Szkoły Przemysłu Artystycznego w Bydgoszczy.
Początkowo był projektantem grafiki użytkowej. Zaprojektował m.in. plakat z okazji dziesiątej rocznicy utworzenia KOP, a także plakaty do filmów Hanka-oczy czarne i Wierna rzeka. Później zainteresował się sztuką portretu. Jego styl kształtował się pod wpływem twórczości Teodora Axentowicza i Leona Wyczółkowskiego. Kredką i węglem sporządził serię portretów wybitnych postaci, wśród których wyróżniał się wizerunek Ludwika Solskiego.
Na początku lat 30. XX w. namalował portret marsz. J. Piłsudskiego, określony jako "Pierwszy kubistyczny portret Marszałka....". 
Odnalazł się jednak dopiero w miniaturze portretowej. Wypracował własną technikę i styl portretowania modeli. Malował na płytkach z kości słoniowej, a jako spoiwa do pigmentów używał przede wszystkim miodu. Pracował z użyciem delikatnych pędzelków wykonywanych z piórek słonki. W swych miniaturach skupiał się na twarzach i sylwetkach portretowanych, pomijając szczegóły tła. W 1937 roku krytycy zainteresowali się miniaturami, jakie wystawił w Warszawie i Poznaniu.
Podczas okupacji na zlecenie Armii Krajowej wykonywał fałszywe dokumenty. Aresztowany przez Niemców wywieziony został do obozu koncentracyjnego Mauthausen-Gusen, skąd po wyzwoleniu przez US Army wyjechał, wraz z żoną Ireną, najpierw do Paryża, a następnie do Rio de Janeiro i ostatecznie do Nowego Jorku. Zmarł na emigracji w 1954 roku.
Dorobek Sowy-Sowińskiego to około 500 miniatur przedstawiających wybitne postacie ze świata polityki, kultury, kręgów arystokracji, osobistych przyjaciół i rodziny. Poza Polską wystawiał w Paryżu, gdzie pisano o nim jako o największym współczesnym miniaturzyście i przyrównywano do Jean-Baptiste’a Isabeya. Wystawiał także w Madrycie, Rio de Janeiro i w Wiedniu, a w USA w Charlottesville, Filadelfii i Detroit.
Wdowa po artyście, Irena Prime, przekazała Ossolineum dwadzieścia osiem miniatur Zygmunta Sowy-Sowińskiego.